# 장다첸
장다첸, 또는 장다이첸(중국어: 張大千, 1899년 5월 10일~1983년 4월 2일)은 20세기의 위대한 중국 예술가 중 한 명이다. 본래는 국화(전통주의) 화가로 알려졌고, 1960년대에는 현대 인상파와 표현주의 화가로도 유명해졌다.

## 일생
장다첸은 1899년 중국 쓰촨성에서 태어났으며, 20세기 중국의 가장 인기 있고 권위 있는 예술가 중 한 명이다. 그는 예술적인 집안에서 태어났으며, 종교를 로마 가톨릭으로 개종했다.
1917년 그는 직물 염색 기술을 배우기 위해 교토로 이주했고, 1919년 상하이로 돌아와 자신의 그림을 판매하며 성공적인 경력을 쌓았다. 장다첸은 잉크가 튀는 풍경화로 유명하고, 그의 작품은 최근 몇 년 동안 수백만 달러에 팔려 2011년에는 세계에서 가장 많이 팔린 예술가로 자리매김했다.
1956년 프랑스 니스에서 열린 장다첸과 피카소의 만남은 동서양 미술의 거장들의 정상회담으로 여겨졌고, 이번 만남에서 두 사람은 그림을 교환했다.

## 예술 경력
1920년대 초 장씨는 상하이에서 전문적인 공부를 시작했으며 그곳에서 두 명의 유명한 예술가 Zeng Xi와 Li Ruiqing과 함께 공부했다. 당시 유명한 화가였던 그의 형인 장산자는 1924년 그를 문학 살롱에 데리고 갔다. 그곳에서 참석자들에게 깊은 인상을 남긴 장씨는 1925년 상하이 닝보 협회에서 그의 첫 번째 100점 전시회를 열었다.
1950년대 후반 시력이 나빠지면서 추상 표현주의와 중국 전통 회화 스타일을 결합한 포카이(pocai) 스타일을 개발하게 되었고, 1970 년대에 그는 화가 미놀 아라키(Minol Araki)를 멘토링했다.

## 작품
- 1944년 "개를 안고 있는 티베트 여인들" (《番女掣厖图》)
- 1965년 "Splashed-color" 풍경
- 1968년 장강만리도《長江萬里圖》
- 1971년《可以橫絕峨嵋巔》(포카이 산수화)
- 1973년 《青城천하幽》潑彩山水圖

## 같이 보기
- 국립고궁박물원
- 위유런